# Andreas Seppi
Andreas Seppi (Bolzano, 21 de Fevereiro de 1984) é um tenista profissional da Itália.

## Carreira
Seppi está no circuito da ATP desde 2002, e já foi 18° do mundo, no começo de 2013. Representante da equipe italiana na Copa Davis, desde 2007. É também dono de 3 títulos da ATP.

## ATP Tour finais

### Simples: 8 (3 títulos, 5 vices)
| Legenda                           |
| --------------------------------- |
| Grand Slam (0–0)                  |
| ATP World Tour Finals (0–0)       |
| ATP World Tour Masters 1000 (0–0) |
| ATP World Tour 500 Series (0–1)   |
| ATP World Tour 250 Series (3–4)   |

| Títulos por Piso |
| ---------------- |
| Duro (1–2)       |
| Saibro (1–1)     |
| Grama (1–2)      |

| Resultado | N. | Data             | Torneio                                          | Piso     | Oponente               | Placar                   |
| --------- | -- | ---------------- | ------------------------------------------------ | -------- | ---------------------- | ------------------------ |
| Vice      | 1. | 13 Setembro 2007 | Swiss Open, Gstaad, Suíça                        | Saibro   | Paul-Henri Mathieu     | 7–6(7–1), 4–6, 5–7       |
| Campeão   | 1. | 18 Junho 2011    | Eastbourne International, Eastbourne, Inglaterra | Grama    | Janko Tipsarević       | 7–6(7–5), 3–6, 5–3, ret. |
| Campeão   | 2. | 6 Maio 2012      | Serbia Open, Belgrado, Servia                    | Saibro   | Benoît Paire           | 6–3, 6–2                 |
| Vice      | 2. | 24 Junho 2012    | Aegon International, Eastbourne, Inglaterra      | Grama    | Andy Roddick           | 3–6, 2–6                 |
| Vice      | 3. | 23 Setembro 2012 | Moselle Open, Metz, França                       | Duro (i) | Jo-Wilfried Tsonga     | 1–6, 2–6                 |
| Campeão   | 3. | 21 Outubro 2012  | Kremlin Cup, Moscou, Russia                      | Duro (i) | Thomaz Bellucci        | 3–6, 7–6(7–3), 6–3       |
| Vice      | 4. | 8 Fevereiro 2015 | Zagreb Indoors, Zagreb, Croatia                  | Duro (i) | Guillermo García-López | 6–7(5–7), 3–6            |
| Runner-up | 5. | 21 Junho 2015    | Halle Open, Halle, Alemanha                      | Grama    | Roger Federer          | 6–7(1–7), 4–6            |

### Duplas: 6 (6 vices)
| Legenda                           |
| --------------------------------- |
| Grand Slam (0–0)                  |
| ATP World Tour Finals (0–0)       |
| ATP World Tour Masters 1000 (0–0) |
| ATP World Tour 500 Series (0–2)   |
| ATP World Tour 250 Series (0–4)   |

| Títulos por piso |
| ---------------- |
| Duro (0–4)       |
| Saibro (0–1)     |
| Grama (0–1)      |
| Carpete (0–0)    |

| Resultado | N. | Data             | Torneio                                        | Piso     | Parceiro           | Oponente                          | Placar        |
| --------- | -- | ---------------- | ---------------------------------------------- | -------- | ------------------ | --------------------------------- | ------------- |
| Vice      | 1. | 4 Fevereiro 2006 | PBZ Zagreb Indoors, Zagreb, Croácia            | Duro (i) | Davide Sanguinetti | Jaroslav Levinský Michal Mertiňák | 6–7(7–9), 1–6 |
| Vice      | 2. | 18 Julho 2010    | Swedish Open, Båstad, Suécia                   | Saibro   | Simone Vagnozzi    | Robert Lindstedt Horia Tecău      | 4–6, 5–7      |
| Vice      | 3. | 10 Outubro 2010  | Japan Open Tennis Championships, Toquio, Japão | Duro     | Dmitry Tursunov    | Eric Butorac Jean-Julien Rojer    | 3–6, 2–6      |
| Vice      | 4. | 7 Janeiro 2011   | Qatar ExxonMobil Open, Doha, Qatar             | Duro     | Daniele Bracciali  | Rafael Nadal Marc López           | 3–6, 6–7(4–7) |
| Vice      | 5. | 16 Junho 2011    | Aegon International, Eastbourne, Reino Unido   | Grama    | Grigor Dimitrov    | Jonathan Erlich Andy Ram          | 3–6, 3–6      |
| Vice      | 6. | 6 Outubro 2013   | China Open, Beijing, China                     | Duro     | Fabio Fognini      | Max Mirnyi Horia Tecău            | 4-6, 2-6      |